# 지중해 분지

지중해 분지

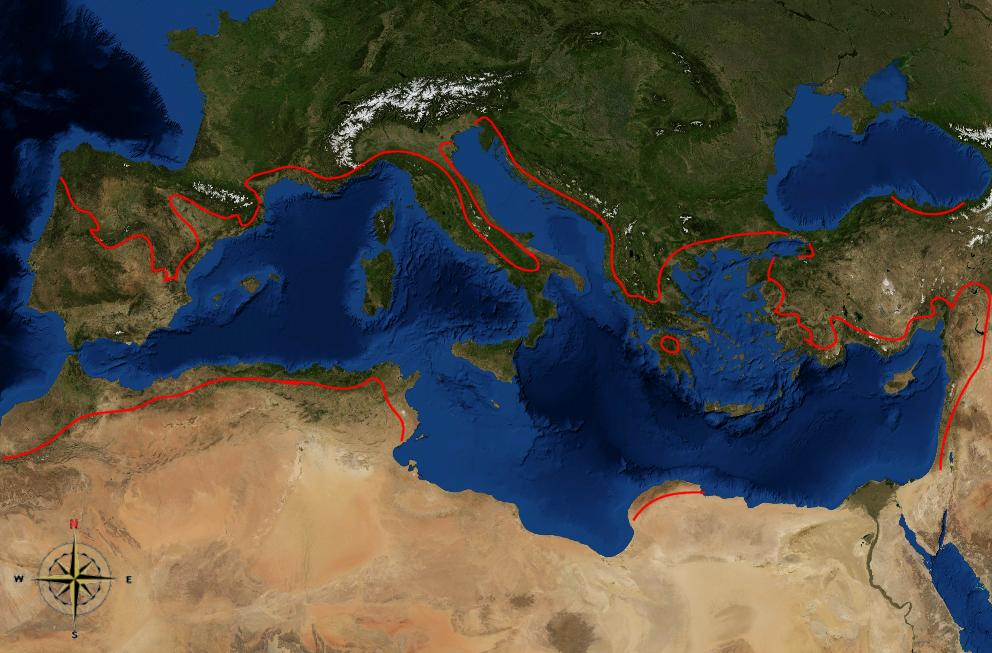
지중해 분지와 올리브의 자생지

지중해 분지(地中海 盆地) 또는 지중해 지역(地中海 地域)은 온화하고 비가 많은 겨울과 덥고 건조한 여름의 지중해성 기후인 지중해 주변 지역이다.

## 같이 보기
- 지중해